# Raz Nitzan
Raz Nitzan is een Nederlands dj/producer/songwriter, en werkt onder verschillende pseudoniemen.
Enkele pseudoniemen/projecten van Raz Nitzan zijn: Solid Globe, In Full Color, Maurice Night, Speaking Sins, The Nickelson Night Project, Raz & Adrian, Night & Day, Heart Drive, en A.Z. & Bar.B.. Hij behaalde zijn grootste successen met Solid Globe (een trancegroep, samen met Nic Vegter), In Full Color (samen met zangeres Bibiënne Vossepoel) en met Stuart (samen met zangeres Maxine). Onder Solid Globe stond Raz Nitzan met zijn trance-song "North Pole" in de Dance Top 30 op plaats #2. En met In Full Colors "Not The First" kwam hij in de Top 40 tot plaats #38. "Free (Let It Be)" en "Fuel To Fire", liedjes dat hij samen met Adrian Broekhuyse schreef voor de house/danceact "Stuart", kwamen beiden in jaar 2003 in de Top 40 terecht. "Free (Let It Be)" (Dancesmash op Radio 538) kwam tot plaats #13 en "Fuel To Fire" tot plaats #23.
Raz Nitzan werkte samen met namen als Armin van Buuren, Ferry Corsten, Blank & Jones, Re:Locate, Markus Schulz, Don Diablo, Ernesto Vs Bastian.

## Discografie

### Vocale producties
- 16 Bit Lolitas & Raz Nitzan Feat. Jennifer Horne "Feel I'm Falling (The Break)" (¹)(²)
- Armin van Buuren Feat. Elles de Graaf - "The Sound Of Goodbye" (¹)(²)
- Perpetuous Dreamer Feat. Elles - "The Sound Of Goodbye"(¹)(²)
- Perpetuous Dreamer Feat. Elles - "Dust.wav" (¹)(²)
- Armin van Buuren Feat. Susana - "Shivers" (¹)(²)
- Armin van Buuren Feat. Susana - "If U Should Go" (¹)(²)
- Armin van Buuren Feat. Cathy Burton - "Rain" (¹)(²)
- Armin van Buuren Feat. Cathy Burton - "I Surrender" (¹)(²)
- Armin van Buuren Feat. Elles de Graaf - "The Sound Of Goodbye" 2007 remixes reissue (¹)(²)
- Armin van Buuren Feat. Ana Criado - "Down To Love" (¹)(²)
- Armin van Buuren Feat. Jessie Morgan - "Love Too Hard" (¹)(²)
- Armin van Buuren Feat. Denise Rivera - "Face To Face" (¹)
- Elles de Graaf Feat. Ferry Corsten - "Show You My World" (¹)(²)
- Elles de Graaf Feat. Greg Murray - "Circles of Why" (¹)(²)
- Susana - "Closer" Album (¹)(²)
- Max Graham Feat. Neev Kennedy - "Sun In The Winter" (¹)(²)
- Max Graham Feat. Ana Criado - "Nothing Else Matters" (¹)(²)
- Bart Claessen Feat. Denise Rivera - "Catch Me (Playmo)" (¹)(²)
- Bart Claessen Feat. Simon Binkenborn - "First Light" (¹)(²)
- DJ Jose - "Forever (Gone Forever)" (¹)(²)
- Robbie Rivera Feat. Denise Rivera - "Back To Zero" (¹)(²)
- Robbie Rivera Feat. Carol Lee - "No Nobody" (¹)(²)
- Robbie Rivera Feat. Simon - "Closer To The Sun" (¹)(²)
- Bingo Players vs Chocolate Puma ft. Michelle David "Disco Electrique" (¹)(²)
- Richard Durand feat. Simon - "Always The Sun" (¹)(²)
- Richard Durand feat. Simon - "No Way Home" (¹)(²)
- Richard Durand feat. Carol Lee - "The City Never Sleeps" (¹)(²)
- Push Feat. Sir Adrian - "This Place" (¹)(²)
- DJ Emjay Feat. Sir Adrian - "Stimulate" (¹)(²)
- 16 Bit Lolitas pres. The Doppler Effect Feat. Carol Lee - "Beauty Hides In The Deep" (¹)(²)
- Andy Prinz Feat. Sir Adrian - "Find Again Some Faith" (¹)(²)
- Andy Prinz Feat. Naama Hillman - "The Quiet Of Mind" (¹)(²)
- Andy Prinz Feat. Naama Hillman - "Lost Inside The Senses" (¹)(²)
- Blank & Jones Feat. Elles - "Catch" (¹)
- Blank & Jones Feat. Elles - "Mind Of The Wonderful" (¹)(²)
- Blank & Jones Feat. Elles - "Flaming June" (¹)(²)
- Blank & Jones Feat. Elles - "Closer To Me" (¹)(²)
- Blank & Jones Feat. Anne-Chris - "Rio Loungin" (¹)(²)
- Bart Claessen Barthezz Feat. Simon Binkenborn "First Light" (¹)(²)
- Cosmic Gate Feat. Denise Rivera - "Body Of Conflict" (¹)(²)
- Cosmic Gate Feat. Roxanne Emery - "A Day That Fades" (¹)(²)
- Cosmic Gate Feat. Sir Adrian - "A Mile In My Shoes" (¹)(²)
- Empyreal Sun Feat. Elles - "From Dark To Light" (¹)(²)
- Ferry Corsten Feat. Denise Rivera - "Possession" (¹)(²)
- Ferry Corsten Feat. Maria Nayler - "We Belong" (¹)(²)
- Ferry Corsten Feat. Denise Rivera - "On My Mind" (¹)(²)
- Ferry Corsten Feat. Esmee Bor Stotijn - "It's Time" (¹)(²)
- Ferry Corsten Feat. Esmee Bot Stotijn - "Whatever" (¹)
- Ferry Corsten presents Cyber F Feat. Carolina - "The Midnight Sun" (¹)(²)
- Rex Mundi Feat. Susana - "Nothing At All" (¹)(²)
- Alex Morph Feat. Ana Criado - "Sunset Boulevard" (¹)(²)
- Alex Morph Feat. Simon - "No Regret" (¹)(²)
- Stuart Feat. Maxine - "Fuel To Fire" (¹)(²)
- Stuart Feat. Maxine - "Free (Let It Be)" (¹)(²)
- Re:Locate Feat. Susana - "Escape" (¹)(²)
- Re:Locate Feat. Rebeka - "Silver Morning Sun" (¹)(²)
- Ernesto Vs Bastian feat. Susana - "Dark Side Of The Moon" (¹)(²)
- Ernesto Vs Bastian feat. Susana - "Stranger In Paraise" (¹)(²)
- Julian Vincent ft. Cathy Burton "Certainty" (¹)(²)
- Julian Vincent ft. Cathy Burton "No End Seems Right" (¹)(²)
- Julian Vincent ft. Cathy Burton "Here For Me" (¹)(²)
- Julian Vincent ft. Jessie Morgan "Shadows The Sun" (¹)(²)
- Espen Gulbrendsen & DJ Julian Vincent ft. Maria Nayler "Perfect Sky" (¹)(²)
- DJ Joop & Leon Bolier Feat. Denise Rivera "Hold On" (¹)(²)
- Leon BolierFeat. Simon "Finally Found"(¹)(²)
- Bobina Feat. Elles de Graaf - "Lighthouse" (¹)(²)
- Bobina Feat. Elles de Graaf & Anne Chris - "Time & Tide" (¹)(²)
- Bobina Feat. Mariske Hekkenberg - "Slow" (¹)
- Ronski Speed with Stoneface & Terminal Feat. Sylvia Brandse - "Drowning Sunlight" (¹)(²)
- Ronski Speed presents Sun Decade Feat. Monique Vermeer - "Have It All" (¹)(²)
- Ronski Speed Feat. Sir Adrian - "The Space We Are" (¹)(²)
- Ronski Speed Feat. Sir Adrian - "Clear Your Mind" (¹)(²)
- Ronski Speed Feat. Julie Scott (Can of Be) - "Love All The Pain Away" (¹)(²)
- Ronski Speed Feat. Ana Criado - "The deep Divine" (¹)(²)
- Ronski Speed Feat. Ana Criado - "A Sign" (¹)(²)
- Stoneface & Terminal Feat. Denise Rivera "Inner Voice" (¹)(²)
- Markus Schulz Feat. Alexandra Scholten - "Sorrow Has No Home" (¹)(²)
- Markus Schulz Feat. Ana Criado - "Surreal" (¹)(²)
- Markus Schulz Feat. Susana - "Unsaid" (¹)(²)
- Markus Schulz Feat. Sir Adrian - "Away" (¹)(²)
- Don Diablo Feat. Adrian - "Smoked Reality" (¹)(²)
- Don Diablo & Geert Huinink Feat. Cyrille - "A Decade Of Dance" (¹)(²)
- Ton T.B. Feat. Carol Lee - "Evolve As One" (¹)(²)
- Ton T.B. Feat. Roxanne Emery - "The Real Thing" (¹)(²)
- Bardo Project - "Paradis / Cover Me / Say The Words" (¹)(²)
- Mac Zimms presents Seraque Feat. Elles de Graaf - "Gravity" (¹)(²)
- DJ Shog Feat. Ai Ming Oei - "Turn Your Heart" (¹)(²)
- Mind One Feat. Rebekka Thenu - "Hurt Of Intention" (¹)(²)
- DJ Jeroenski feat. Michelle David "Move your Body" (¹)(²)
- Talla 2XLC feat. Naama Hillman - "No Inbetween" (¹)(²)
- Talla 2XLC feat. Susana - "I Know" (¹)(²)
- Aly & Fila feat. Denise Rivera "My Mind Is With You" (¹)(²)
- Mike Nichol feat. Elles de Graaf "So Far Away" (¹)(²)
- Andrew Bennett feat. Sir Adrian "Run Till you Shine" (¹)(²)
- Andrew Bennett feat. Mariske Hekkenberg "Age of Love 2010" (¹)(²)
- Raz Nitzan & Kate Louise Smith - This Time (Last Soldier Remix) 2022" (¹)(²)
- Raz Nitzan & Elara - Paralyzed (Last Soldier & Farnoodex Remix) 2022" (¹)(²)

(¹) = co-producer
 (²) = co-writer/co-producer

### Producties
- Embrace - Embrace (¹)(²)
- Solid Globe - "North Pole / South Pole" (¹)(²)
- Solid Globe - "Sahara / Kalahari" (¹)(²)
- Solid Globe - "Lost Cities / Found" (¹)(²)
- Solid Globe - "Black Wood / Crystal Water" (¹)(²)
- The Nickelson Night Project - "Screen Saviour / LectroGlide" (¹)(²)
- Nickelson - "Yin" (¹)(²)
- Who.Is "We.Are / 909+" (¹)(²)
- A Situation - "The Situation" (¹)(²)
- A Situation - "The Morning Sun" (¹)(²)
- Heart Drive - "Paint me In Sadness" (¹)(²)
- In Full Color - "Not The First" (¹)(²)
- In Full Color - " Into My Life" (¹)(²)
- Night & Day - "Let Me Know" (¹)(²)
- Night & Day - "Tribute" (¹)(²)
- Night & Day - "Orient Xpress" (¹)(²)
- Speaking Sins - "Liberation / Distance" (¹)(²)
- Speaking Sins - "Escape / Riptide" (¹)(²)
- A.Z & Bar B - "She Questions" (¹)(²)
- DJ Soulitude Feat. Maxine - "Supernatural" (¹)(²)
- DJ Alfarez Feat. Maxine - "Rock The Boat" (¹)(²)

(¹) = co-producer
 (²) = co-writer/co-producer